# Le Serment de Tobrouk
Pour plus de détails, voir Fiche technique et Distribution.
Le Serment de Tobrouk est un documentaire français dirigé par Bernard-Henri Lévy, sorti en 2012. Il raconte les événements de la première guerre civile libyenne vus par Bernard-Henri Lévy, qui s'y met en scène comme personnage principal.

## Synopsis
Le Serment de Tobrouk est un documentaire à la première personne dans lequel BHL développe sa vision de la première guerre civile libyenne, mais aussi de la guerre en général, ainsi que de lui-même. Il est constitué d'images tournées principalement par Marc Roussel pendant la visite de l'acteur-réalisateur dans le pays en guerre, ainsi que de nombreux stock-shots issus des médias internationaux illustrant le conflit et les réactions de nombreux politiciens et analystes.

## Fiche technique
- Réalisation : Bernard-Henri Lévy et Marc Roussel
- Scénario : Bernard-Henri Lévy
- Photographie : Marc Roussel
- Montage : Vojtech Janyska
- Pays de production :  France
- Genre : documentaire
- Durée : 106 minutes
- Dates de sortie : 2012

## Accueil critique
Après avoir été présenté hors compétition au Festival de Cannes 2012, le film n'est sorti que dans 15 salles en France, principalement à Paris. Les critiques ont été globalement négatives, même si elles n'ont pas atteint les « records » de mauvaises critiques établis par le précédent film de Bernard-Henri Lévy, Le Jour et la Nuit. L'accueil public et médiatique fut aussi globalement froid, mis à part dans les quotidiens où BHL écrit lui-même.
- Dans Le Monde, Thomas Sotinel écrit : « Au bout de presque deux heures d'un monologue quasi ininterrompu, d'images tournées sur quatre continents dans lesquelles revient sans cesse la même silhouette (costume noir, chemise blanche, chevelure grisonnante plus ou moins ordonnée), on est partagé entre la stupéfaction, l'exaspération et — presque à contrecœur — l'admiration. […] La plupart des cinéastes qui se mettent eux-mêmes en scène sont des comiques, de Chaplin à Max Linder ou Emmanuel Mouret. Ils n'ont jamais eu peur du ridicule ni du danger physique. Empruntant, consciemment ou non, à leur grammaire (la constance de l'aspect physique dans toutes les circonstances, l'omniprésence, l'exagération des traits de caractère, la répétition des situations), Bernard-Henri Lévy met ses pas dans les leurs »[3].

- Dans Les Inrockuptibles, Serge Kaganski décrit le film comme un « documentaire de propagande empreint d’autoglorification ». Il ajoute : « À vrai dire, Le Serment de Tobrouk n’est pas tant un film sur la Libye ou sur la grandeur des révolutions qu’un autoportrait de l’auteur en Superman sauvant le peuple libyen, la démocratie et le monde libre. […] Cette ivresse narcissique décrédibilise son film, même dans ce qu’il pourrait avoir de meilleur (la dimension exaltante d’un peuple qui se soulève). Elle prouve aussi que l’auteurisme a ses limites »[4].

- Dans La Croix, Jean-Claude Raspiengeas signe un article intitulé « Le Serment de Tobrouk ou le narcissisme sur grand écran ». Il y décrit le film comme un autoportrait de « BHL tel qu’en lui-même, par lui-même, pour lui-même, dans un film sur lui-même qu’il signe ». Il conclut en ces mots : « Le spectateur, inconscient ou berné par la propagande de légitimation de sa posture, s’attend à voir l’Histoire se faire et se défaire. Qu’il soit prévenu : il assistera pendant deux heures à un exercice de glorification de BHL par lui-même. BHL ou le tout-à-l’égo. BHL ou le narcissisme sur grand écran. À ce niveau de complaisance, du jamais-vu ! »[5].

- Dans Télérama, Pierre Murat inflige la note minimale au film, relevant, outre le fait que « Il s'aime bien, Bernard-Henri Lévy », de nombreux défauts agaçants parmi lesquels « un commentaire précieux, littéraire au mauvais sens du terme, que BHL dit mal ; et un montage sage, appliqué, plan-plan, qui risque de plonger dans la torpeur le spectateur le mieux disposé… »[6].

- Dans L'Express, Éric Libiot déclare « Le documentaire sur la chute de Kadhafi et la lutte de la résistance au dictateur libyen reste encore à faire. En revanche, le film de BHL, avec BHL, sur BHL en médiateur de la République française et en pédagogue du conflit et de sa résolution grâce à BHL, c'est fait. Il s'appelle Le Serment de Tobrouk et sort en salles »[7].
- Le producteur américain controversé Harvey Weinstein, ami de Bernard-Henri Lévy, achète les droits d'exploitation sur le territoire américain et estime que « ce film merveilleux montre le courage incroyable de BHL et la force de l'ancien président Nicolas Sarkozy, tout en mettant en lumière l’inestimable leadership du président Barack Obama et de la secrétaire d’État Hillary Clinton. Il permet au public américain de plonger dans les coulisses où le gouvernement de notre pays et celui de la France ont œuvré ensemble pour faire cesser le massacre de civils innocents et ont brillamment réussi à renverser un régime[8]. »

Le documentaire a finalement réalisé un nombre d'entrées très faible lors de sa sortie en salles, puisque, après une semaine, on ne comptait que 1 475 entrées sur un réseau de 15 salles en France, soit une moyenne de 98 entrées par écran.